# الحزب الوحدوي الاشتراكي الديمقراطي
الحزب الوحدوي الاشتراكي الديمقراطي هو حزب سياسي سوري تأسس عام 1974، وانضم إلى الجبهة الوطنية التقدمية منذ نهاية ديسمبر 1988. وكان يقوده أمينه العام أحمد الأسعد منذ تأسيسه حتى وفاته في 9 مارس 2001. وأحمد الأسعد كان حتى عام 1974 عضو مكتب سياسي في حزب الوحدويين الاشتراكيين لكن الأستاذ فائز إسماعيل الأمين العام للوحدويين الاشتراكيين فصله مع مجموعة صغيرة من الحزب.
بعد وفاة أحمد الأسعد عام 2001 قرر المكتب السياسي دعوة اللجنة المركزية لانتخاب أمين عام، وكان الفوز من نصيب نجل أحمد الأسعد فراس الأسعد الذي كان يشغل منصب أمين سر المكتب السياسي والذي نال قرابة نصف الأصوات.
استمر فراس الأسعد أميناً عاماً لأكثر من سنة دون صدور قرار من رئاسة الجبهة بذلك، وفي هذه الأثناء كان فضل الله نصر الدين قد انتقل إلى جناح فراس الأسعد الذي رضخ للضغوط عليه، سواء من داخل الحزب أو خارجه، فاحتجت اللجنة المركزية وقررت انتخاب أمين عام مؤقت لمدة ثلاثة أشهر، وجرى انتخاب فضل الله نصر الدين بدعم من فراس الأسعد على أن يقوم الأمين العام المؤقت والمكتب السياسي بإجراء مؤتمر عام للحزب، لكن ذلك لم يحدث واستمر الأستاذ فضل الله أميناً عاماً ثم تم التمديد له بالتزكية. وهو ممثل في مجلس الشعب، من لوائح الجبهة.